# Аболтинь, Павел Теодорович
Павел Теодорович Аболтинь (Аболтиньш) (латыш. Pāvels Āboltiņš; 1916—1981) — столяр Рижского мебельного комбината № 1 Министерства целлюлозно-бумажной и деревообрабатывающей промышленности Латвийской ССР, депутат Верховного Совета СССР, Герой Социалистического Труда (1966).

## Биография
Родился в 1916 году. Латыш. Член КПСС с 1966 г. Образование неполное среднее.
С 1931 года ученик, а затем столяр Рижской промышленной школы, с 1939 года столяр завода ВЭФ. С 1949 года столяр Рижского мебельного комбината.
Указом Президиума Верховного Совета СССР от 17 сентября 1966 года удостоен звания Героя Социалистического Труда «за выдающиеся успехи, достигнутые в выполнении заданий семилетнего плана по развитию лесной, целлюлозно-бумажной и деревообрабатывающей промышленности» с вручением ордена Ленина и золотой медали Серп и Молот.
Депутат Совета Национальностей Верховного Совета СССР 8 и 9 созывов (1970—1979) от Ленинградского избирательного округа № 290 Латышской ССР. Член Комиссии по промышленности Совета Национальностей 9 созыва.
Умер в 1981 году.

## Сочинения
- Больше продукции с меньшими затратами / П. Т. Аболтинь. — М. : Профиздат, 1974. — 48 с. ; 17 см. — (Библиотечка профсоюзного активиста).